# Carolina De Oliveira
Carolina Machado de Oliveira (São José dos Campos, 29 de novembre de 1994) és una actriu i cantant brasilera. Té una germana i està casada. Els seus pares són brasilers i portuguesos, va ser la seva mare qui la va motivar cap al món de l'actuació quan tenia dotze anys. Als 14 anys va tenir el seu primer paper important.

## Biografia
El seu debut televisiu va ser a la minisèrie "Hoje é de María", el Globus. Es va presentar al concurs "Nuestra Belleza Latina 2011" i va obtenir un passi, tot i que va ser eliminada durant la primera gala. Es va tornar a presentar pel programa "Nuestra Belleza Latina 2014", però no va aconseguir res.

## Filmografia

### Televisió
| Any  | Títol                 | Paper                         | Notes                                            |
| ---- | --------------------- | ----------------------------- | ------------------------------------------------ |
| 2005 | Hoje É Dia de Maria   | Maria (nena)                  |                                                  |
| 2005 | Hoje É Dia de Maria 2 | Maria                         |                                                  |
| 2006 | Páginas da Vida       | Gabriela Cunha Azevedo (Gabi) |                                                  |
| 2007 | Dança das Crianças 1  | Ella mateixa                  | Programa de telerealitat de Domingão do Faustão  |
| 2009 | India – A Love Story  | Chanti Ananda                 |                                                  |
| 2009 | Episódio Especial     | Ella mateixa                  | Cameo                                            |
| 2010 | Ti Ti Ti              | Gabriela Moura (Gabi)         |                                                  |
| 2012 | As Brasileiras        | Cíntia                        | Episodi: "A Doméstica de Vitória"                |
| 2015 | I Love Paraisópolis   | Natasha                       |                                                  |
| 2017 | Apocalipse            | Suzana                        |                                                  |
| 2019 | Juacas                | Nanda                         | Repartiment principal (temporada 2); 17 episodis |
| 2019 | Jezabel               | Atalia                        |                                                  |
| 2021 | Gênesis               | Kira                          |                                                  |

### Cinema
| Any  | Títol                                    | Paper   |
| ---- | ---------------------------------------- | ------- |
| 2009 | Flordelis - Basta uma Palavra para Mudar |         |
| 2010 | Amazônia Caruana                         | Zeneida |